# Lovaglás a 2024. évi nyári olimpiai játékokon
A 2024. évi nyári olimpiai játékokon a lovaglásban hat versenyszámot rendeztek meg, július 27. és augusztus 6. között.

## Éremtáblázat
(A táblázatokban a rendező nemzet sportolói eltérő háttérszínnel, az egyes számoszlopok legmagasabb értéke vagy értékei vastagítással kiemelve.)
| A 2024. évi nyári olimpiai játékok éremtáblázata lovaglásban | A 2024. évi nyári olimpiai játékok éremtáblázata lovaglásban | A 2024. évi nyári olimpiai játékok éremtáblázata lovaglásban | A 2024. évi nyári olimpiai játékok éremtáblázata lovaglásban | A 2024. évi nyári olimpiai játékok éremtáblázata lovaglásban | Olimpia  |
| ------------------------------------------------------------ | ------------------------------------------------------------ | ------------------------------------------------------------ | ------------------------------------------------------------ | ------------------------------------------------------------ | -------- |
|                                                              | Ország                                                       | Arany                                                        | Ezüst                                                        | Bronz                                                        | Összesen |
| 1.                                                           | Németország (GER)                                            | 4                                                            | 1                                                            | 0                                                            | 5        |
| 2.                                                           | Nagy-Britannia (GBR)                                         | 2                                                            | 0                                                            | 3                                                            | 5        |
|                                                              |                                                              |                                                              |                                                              |                                                              |          |
| 3.                                                           | Franciaország (FRA)                                          | 0                                                            | 1                                                            | 1                                                            | 2        |
| 4.                                                           | Ausztrália (AUS)                                             | 0                                                            | 1                                                            | 0                                                            | 1        |
| 4.                                                           | Dánia (DEN)                                                  | 0                                                            | 1                                                            | 0                                                            | 1        |
| 4.                                                           | Egyesült Államok (USA)                                       | 0                                                            | 1                                                            | 0                                                            | 1        |
| 4.                                                           | Svájc (SUI)                                                  | 0                                                            | 1                                                            | 0                                                            | 1        |
|                                                              |                                                              |                                                              |                                                              |                                                              |          |
| 8.                                                           | Hollandia (NED)                                              | 0                                                            | 0                                                            | 1                                                            | 1        |
| 8.                                                           | Japán (JPN)                                                  | 0                                                            | 0                                                            | 1                                                            | 1        |
|                                                              |                                                              |                                                              |                                                              |                                                              |          |
| Összesen                                                     | Összesen                                                     | 6                                                            | 6                                                            | 6                                                            | 18       |

## Érmesek
| A 2024. évi nyári olimpiai játékok érmesei lovaglásban | | | |
| Versenyszám                                            | Arany | Ezüst | Bronz |
| Díjlovaglás egyéni                                     | Jessica von Bredow-Werndl · Németország (GER)                                                                            | Isabell Werth · Németország (GER)                                                                                                 | Charlotte Fry · Nagy-Britannia (GBR) |
| Díjlovaglás csapat                                     | Németország (GER) · Frederic Wandres (Bluetooth Old) · Isabell Werth (Wendy) · Jessica von Bredow-Werndl (TSF Dalera BB) | Dánia (DEN) · Daniel Bachmann Andersen (Vayron) · Nanna Merrald Rasmussen (Zepter) · Cathrine Laudrup-Dufour (Freestyle)          | Nagy-Britannia (GBR) · Becky Moody (Jagerbomb) · Carl Hester (Fame) · Charlotte Fry (Glamourdale)                                                |
| Díjugratás egyéni                                      | Christian Kukuk · Németország (GER) (Checker 47)                                                                         | Steve Guerdat · Svájc (SUI) (Dynamix de Belheme)                                                                                  | Maikel van der Vleuten · Hollandia (NED) (Beauville Z)                                                                                           |
| Díjugratás csapat                                      | Nagy-Britannia (GBR) · Ben Maher (Dallas Vegas Batilly) · Harry Charles (Romeo 88) · Scott Brash (Jefferson)             | Egyesült Államok (USA) · Laura Kraut (Baloutinue) · Karl Cook (Caracole de la Roque) · McLain Ward (Ilex)                         | Franciaország (FRA) · Simon Delestre (I.Alemusina R 51) · Olivier Perreau (Dorai D'Aiguilly) · Julien Epaillard (Dubai du Cèdre)                 |
| Lovastusa egyéni                                       | Michael Jung (Chipmunk Frh) · Németország (GER)                                                                          | Christopher Burton (Shadow Man) · Ausztrália (AUS)                                                                                | Laura Collett (London 52) · Nagy-Britannia (GBR)                                                                                                 |
| Lovastusa csapat                                       | Nagy-Britannia (GBR) · Rosalind Canter (Lordships Graffalo) · Tom McEwen (JD Dublin) · Laura Collett (London 52)         | Franciaország (FRA) · Nicolas Touzaint (Diabolo Menthe) · Karim Laghouag (Triton Fontaine) · Stéphane Landois (Chaman Dumontceau) | Japán (JPN) · Tanaka Tosijuki (Jefferson) · Tomoto Kazuma (Vinci De La Vigne) · Oiva Josiaki (Mgh Grafton Street) · Kitadzsima Rjúzó (Cekatinka) |